# Princesa Daisy
La Princesa Daisy (デイジー姫 Deijī-hime?) es un personaje de los videojuegos de la franquicia de Mario. Apareció por primera vez en Super Mario Land (1989) como la gobernante de Sarasaland. Se rumorea que es el interés amoroso de Luigi, al igual que la Princesa Peach es el interés amoroso de Mario. Esto se convirtió en la trama de la película de acción real, Super Mario Bros. (1993), en la que Luigi salva a Daisy del Rey Koopa.
Desde su reaparición en Mario Tennis, Daisy ha sido un personaje jugable básico en los juegos derivados de Mario, a menudo junto con su mejor amiga Peach. Fue creada por el mentor de Shigeru Miyamoto, Gunpei Yokoi, el productor de Super Mario Land. Yokoi quería recrear la sensación de Super Mario Bros. (1985), solo que ambientado en otro mundo separado del Reino Champiñón.
Daisy es la heredera al trono de Sarasaland, aunque también suele hacer compañía a Peach en el Reino Champiñón. Se muestra aficionada a los deportes y es muy competitiva; además, ella posee un carácter bastante rudo y atrevido. Su nombre, vestimenta, emblemas y habilidades especiales a menudo se basan en flores.

## Diseño

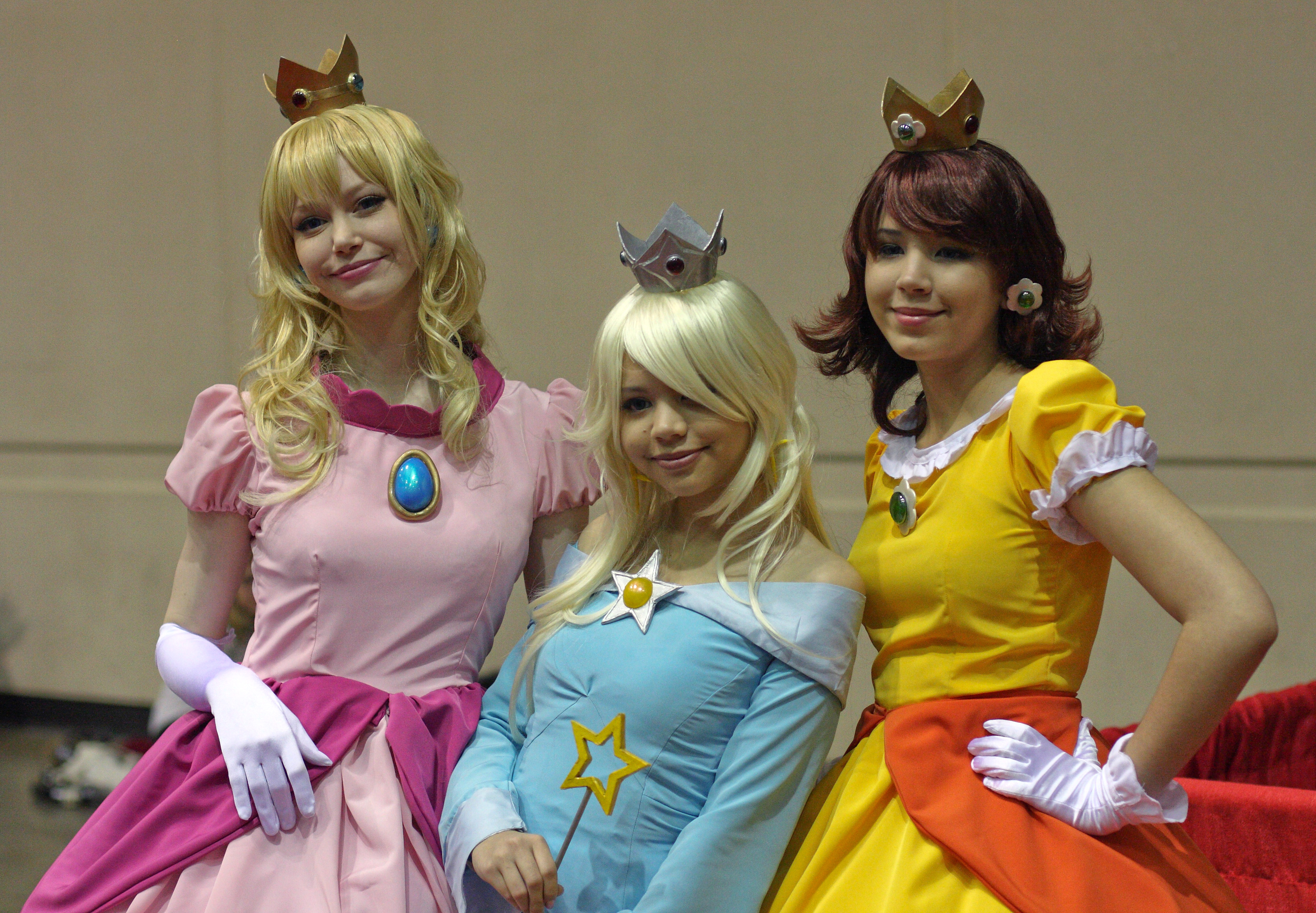
Princesas Peach, Rosalina o Estela y Daisy

### Antiguo modelo (1989-2001)
En el antiguo modelo, Daisy llevaba un vestido de color amarillo con costuras de color blanco, y accesorios con formas de flores de seis pétalos, de colores zafiro y blanco. 
Fisonómicamente, Daisy tenía una cara redonda, un rostro perfilado sin maquillaje, ojos redondos grandes azules, y el cabello largo y lacio era de color moreno. La corona que llevaba sobre su cabeza era de color magenta, con una joya con forma de flor amarilla al frente y joyas azules por los lados.
En Mario Tennis para Nintendo 64, Daisy llevaba la misma vestimenta clásica, sólo que llevaba un minivestido deportivo amarillo, zapatillas deportivas en lugar de tacones, calcetines blancos y no traía guantes. El minivestido era similar al de Peach en el juego; sin embargo, la única diferencia era que Daisy no llevaba corona y Peach sí.

### Nuevo modelo (2002-presente)
A partir de Mario Party 4, Daisy usa un nuevo modelo; su vestido amarillo posee ahora bordes naranjas, las costuras blancas de su blusa son onduladas que parecen pétalos de flor y los guantes le llegan hasta las muñecas (detalle que no varió desde su antiguo modelo). La corona pasó de rosa a un dorado cobre, presentando aún las joyas del mismo estilo pero cambiando el color de las joyas por blanco y aguamarina. Los accesorios cambiaron de color, el broche y los aretes con forma de flores son de color blanco y aguamarina.
Físicamente, Daisy también cambió: su piel morena pasó a ser blanca rosada (aunque en Mario Golf: Super Rush volvió a ser ligeramente morena), y sus ojos son ahora un poco más grandes y oblicuos de color azul. Su cabello pasó de moreno a un tono marrón rojizo claro y se volvió más corto, terminando hasta por los hombros, pero el flequillo sigue igual.

### Vestimenta alternativa
Aparte de su clásico estilo con vestido, Daisy suele llevar como atuendo deportivo una camiseta de color amarillo sin mangas, shorts de color naranja, calcetas blancas, zapatos deportivos naranjas y no usa guantes. En Super Mario Strikers lleva puesto una blusa ombliguera, shorts color naranja, guantes blancos, calcetines naranjas y zapatos deportivos. En Mario Kart Wii, Daisy puede también utilizar un overol de motociclista color blanco con líneas anaranjadas, solo si el jugador elige una motocicleta en lugar de un Kart en modo "Jugador / Multijugador". En Mario Kart 8 y Mario Kart 8 Deluxe, el color blanco de su overol ahora tiene un tono amarillento y lo utiliza cuando maneja motocicletas y cuatrimotos.
En algunas entregas de Mario Golf y Mario Tennis para consolas portátiles, Daisy usa un minivestido amarillo con dos bordes anaranjados. En Mario & Sonic at Tokyo Olympic Games 2020, su conjunto cambia un poco siendo su camiseta más corta hasta la cadera y con una línea blanca a los lados, y llevando en los shorts unas líneas amarillas. Además, posee más trajes especiales en eventos olímpicos como Boxeo, Karate, Surf, Gimnasia entre otras.
En Mario & Sonic at the London 2012 Olympic Games y Mario & Sonic at the Rio 2016 Olympic Games, Daisy usa un leotardo amarillo con líneas naranjas a cada lado que también funciona como traje de baño; se la ve usando este atuendo para los eventos gimnásticos y acuáticos en estas entregas.
En Mario & Sonic at the Olympic Winter Games y Mario & Sonic at the Sochi 2014 Olympic Winter Games, Daisy usa un atuendo más adecuado para el clima frío. Consiste en un cárdigan color naranja oscuro con líneas blancas que lo usa debajo de su minivestido amarillo y leggings naranja oscuro con líneas blancas verticales en ambos lados. Se incluyen guantes blancos y botines blancos con fondo amarillo. En Mario Golf: Super Rush ella viste una camiseta amarilla de manga corta, calcetines color naranja, guantes blancos, una falda blanca con un cinturón naranja y su tono de piel es un poco menos claro que en juegos anteriores.
En Dr. Mario World, Daisy usa una vestimenta de enfermera, que consiste en una blusa blanca, una falda naranja y una bata de color amarillo claro, y al igual que Peach no lleva corona y Rosalina sí.

## Voz del personaje
Jessica Chisum fue la actriz que le dio voz a Daisy en el juego Mario Tennis de Nintendo 64. Esta voz era soberbia, pero elegante y de tono suave. En Mario Party 3, Mario Party 4 y Mario Party 5, Jen Taylor fue la actriz que interpretó su voz, esta voz era un poco más chillona y con mucho acento, que hasta casi no se le entendía; se le asemejaba más a la voz de una niña.
Desde Mario Golf: Toadstool Tour hasta Mario Strikers: Battle League, Deanna Mustard fue la actriz que le dio voz a Daisy. Esta voz era más ruidosa y franca. Amada por muchos y odiada por muchos. A partir de Super Mario Bros. Wonder, Giselle Fernandez es la actriz que se encarga de interpretar la voz de Daisy.

## Apariciones

El emblema de Daisy es usado para representarla en muchos juegos.

### En juegos de aventura / plataformas
- Super Mario Land: Daisy debutó en este juego, donde cumple el rol como damisela en apuros, siendo ella la princesa a la que le fue arrebatado su reino por un extraterrestre llamado Tatanga, el cual Mario como héroe le devuelve tras vencer al enemigo y salvarla.

- Mario & Luigi: Paper Jam: Daisy realiza un simple cameo junto a Peach y Rosalina dentro de una tarjeta.

- Super Mario Maker: Daisy aparece como un skin pixelado de ella, al utilizar el Amiibo de su personaje en el modo 8-bits.

- Super Mario Run: Aparece como damisela en el modo Remix 10 del juego, cuando el jugador se enfrenta al jefe final para lanzarlo directamente a la lava. Al finalizar dicho nivel, es posible desbloquearla y controlarla. Se destaca por la habilidad del salto doble, de modo que cuando salte una vez, podrá ejecutar un segundo salto para llegar más alto.

- Super Mario Bros. Wonder: Aparece por primera vez como personaje jugable en un juego principal de la serie Mario.

### Serie Mario Party
Aparece en la saga de videojuegos de tablero Mario Party, debutando en Mario Party 3 y ha seguido apareciendo en todos los juegos posteriores como personaje controlable, excepto en Mario Party Advance.

### Serie Mario Kart
Daisy aparece en la saga de videojuegos de carreras Mario Kart, normalmente como un personaje desbloqueable.
- Mario Kart: Double Dash!! fue el primer juego de la saga donde Daisy aparece, aquí se convierte en la compañera de Peach, ambas poseen el "Corazón" como ítem especial. Posee su circuito personal, "Crucero Daisy"; así como su vehículo personal, el "Calesín Florido", que tiene el mismo color de su vestido.
- En Mario Kart DS es, junto con Waluigi, Huesitos y R.O.B., una de los 4 personajes desbloqueables del juego. Se debe ganar el Trofeo de Oro en cada copa del modo Grand Prix Retro en 50cc para desbloquear a Daisy.
- Para Mario Kart Wii sigue siendo un personaje desbloqueable. Aquí debuta su contraparte infantil, Baby Daisy. Ella posee un traje especial cuando conduce motocicletas con el mismo diseño que el de Peach y Rosalina (en este caso, naranja). También tiene su circuito personal, "Circuito Daisy". Se debe ganar la Copa Especial en 150cc para desbloquear a Daisy.
- Para Mario Kart 7 sigue siendo un personaje desbloqueable. Aparece cuando el jugador gana la Copa Champiñón en 150cc. Posee su circuito personal, "Colinas Daisy" y el regreso de "Crucero Daisy" de Double Dash!!.
- Para Mario Kart 8 y Mario Kart 8 Deluxe, Daisy está como personaje jugable. En ambos juegos no necesita ser desbloqueada, ya que está disponible desde el principio. También aparece su contraparte infantil, Baby Daisy.
- En Mario Kart Tour, hace aparición desde el principio como personaje 'Singular' desbloqueable. Al igual que Peach, conserva su ítem de Mario Kart Double Dash, conocido aquí como habilidad especial, el Corazón. En el mismo juego, Daisy posee algunas variantes:

-Para la temporada de Londres, entra una variante llamada Daisy "Navideña", su habilidad especial es la Ruleta del 7.
-En la temporada Floral, otra variante llamada Daisy "Hada" entra al juego con el corazón como su habilidad especial. 
-Para la temporada Festival Estival, una tercera variante de Daisy aparece conocida como Daisy "Yukata", su habilidad especial es la Flor de Fuego.
- En la temporada de verano, una cuarta variante llamada Daisy "Traje de Baño" entra al juego, su habilidad especial es el Triple Plátano.
- En la temporada de Ámsterdam, una quinta variante llamada Daisy "granjera", con su habilidad es el Martillo.
- En la temporada de Bangkok, una sexta variante llamada Daisy "vestido de tailandés", con su habilidad caja de monedas.
- Y en la temporada Oceánica, una séptima variante llamada Daisy "marinera", con su habilidad doble bob-omba.

### SerieSuper Smash Bros.
Daisy también aparece como estatuilla en Super Smash Bros. Melee, Super Smash Bros. Brawl y Super Smash Bros. 4. En Super Smash Bros. Brawl también aparece en dos pegatinas. Algo curioso en los juegos Super Smash Bros. Melee y Super Smash Bros. 4 es que a Peach se le puede cambiar de color (y la piel oscura en el Melee), teniendo un pelo castaño, un faldón de color amarillo, y accesorios con diseños florales, con los cuales consigue asemejarse a Daisy. Sin embargo, el perfil sigue siendo de Peach.
En Super Smash Bros. Ultimate, Daisy aparece por primera vez como personaje independiente, a la vez que es controlable y desbloqueable. Está basada ligeramente en las características y habilidades que posee Peach, y ya no tiene su traje alternativo. Sin embargo lo que la diferencia de su homóloga es su personalidad enérgica, competitiva, optimista y ruda lo que le da un toque único. Y de esta forma, su Smash Final es similar al de Peach salvo que en lugar de sacar duraznos aparecen margaritas.

### Juegos deportivos de Mario
Desde su primera aparición en Super Mario Land, la princesa Daisy quedó en el olvido por casi una década. Daisy aparece en el juego NES Open Tournament Golf (1991), en donde ella es la caddie de Luigi, como Peach es la caddie de Mario. En Mario Tennis (2000) de Nintendo 64, Daisy reapareció después de una larga ausencia. También aparece en los siguientes juegos deportivos:
- Mario Golf: Toadstool Tour (2003), para GameCube.
- Mario Power Tennis (2004), para GameCube.
- Mario Superstar Baseball (2005), para GameCube.
- Super Mario Strikers (2005), para GameCube.
- Mario Tennis: Power Tour (2005), para Game Boy Advance.
- Mario Hoops 3-on-3 (2006), para Nintendo DS.
- Mario Strikers: Charged Football (2007), para Wii.
- Mario Super Sluggers (2008), para Wii
- Mario Sports Mix (2010), para Wii
- Mario Tennis Open (2012), para Nintendo 3DS.
- Mario Golf: World Tour (2013),para Nintendo 3DS.
- Mario Tennis: Ultra Smash (2015), para Wii U.
- Mario Sports Superstars (2017), para Nintendo 3DS.
- Mario Tennis Aces (2018), para Nintendo Switch.
- Mario Golf: Super Rush (2021), para Nintendo Switch.
- Mario Strikers: Battle League  (2022), para Nintendo Switch (DLC).

### Saga de los Juegos Olímpicos de Mario & Sonic
- Mario & Sonic en los Juegos Olímpicos Pekín 2008 - Nintendo DS (2008)

- Mario & Sonic en los Juegos Olímpicos de invierno - Wii & Nintendo DS (2010)

- Mario & Sonic en los Juegos Olímpicos Londres 2012 - Wii & Nintendo 3DS (2012)

- Mario & Sonic en los Juegos Olímpicos de invierno Sochi 2014 - Wii U (2013)

- Mario & Sonic en los Juegos olímpicos Río de Janeiro 2016 - Nintendo 3DS y Wii U (2016)

- Mario & Sonic en los Juegos Olímpicos Tokio 2020 - Nintendo Switch (2019)

### Otros juegos
- Dr. Mario World: Daisy aparece como una enfermera, al igual que Peach lleva un traje especial, también aparece su contraparte infantil, Baby Daisy.

### Apariciones fuera de los videojuegos
Daisy es uno de los personajes principales de la película Super Mario Bros. de 1993, basada libremente en los juegos, interpretada por la actriz Samantha Mathis. Ella es una estudiante de arqueología en la Universidad de Nueva York de quien Luigi se enamora. Mientras busca huesos de dinosaurios bajo el Puente de Brooklyn, Daisy es secuestrada por dos secuaces del presidente Koopa, el dictador de Dinohattan, del cual Daisy es la princesa legítima.
Daisy es la prisionera de Tatanga en algunos episodios del Nintendo Comics System.